# 兵庫県道534号畑田組栄町線
兵庫県道534号畑田組栄町線（ひょうごけんどう534ごう はただぐみさかえまちせん）は、兵庫県洲本市を通る一般県道である。

## 概要
洲本市畑田組から洲本市栄町2丁目に至る。

### 路線データ
- 起点：洲本市畑田組（兵庫県道76号洲本灘賀集線交点）
- 終点：洲本市栄町2丁目（栄町二丁目交差点、兵庫県道76号洲本灘賀集線交点、兵庫県道473号広田洲本線終点）
- 総延長：13.112 km
- 通過点：鮎屋・前平・木戸・新村・宇原
- 未開通区間：諭鶴羽山地内の畑田浄水場付近 - 鮎屋川水源付近（鮎屋川水源付近 - 大城池の南間は車両通行不可）

## 路線状況

### 重複区間
- 兵庫県道473号広田洲本線（洲本市宇原 - 洲本市栄町2丁目・栄町二丁目交差点（終点））

### 道路施設

#### 橋梁
- 常盤橋（千草川、洲本市、兵庫県道473号広田洲本線重複区間内）

## 地理

### 通過する自治体
- 洲本市

### 交差する道路
| 交差する道路                                                  | 交差する場所 | 交差する場所            |
| ------------------------------------------------------------- | ------------ | ----------------------- |
| 兵庫県道76号洲本灘賀集線                                      | 畑田組       | 起点                    |
| 未供用区間                                                    |              |                         |
| 南淡路広域農道 / オニオンロード                               | 鮎屋         |                         |
| 兵庫県道473号広田洲本線 重複区間起点                          | 宇原         |                         |
| 兵庫県道474号下内膳物部線                                     | 物部2丁目    | 中島交差点              |
| 兵庫県道481号相川下清水線                                     | 本町8丁目    |                         |
| 兵庫県道76号洲本灘賀集線 兵庫県道473号広田洲本線 重複区間終点 | 栄町2丁目    | 栄町二丁目交差点 / 終点 |

### 沿線
- 畑田集会場
- 畑田浄水場
- 大城池
- 鮎屋川ダム
- 城戸アグリ公園（敷地内に洲本特別地域気象観測所）
- 洲本大野郵便局
- 和霊大明神
- 洲本市立青雲中学校
- イオンスタイル洲本